# Патрія 6×6

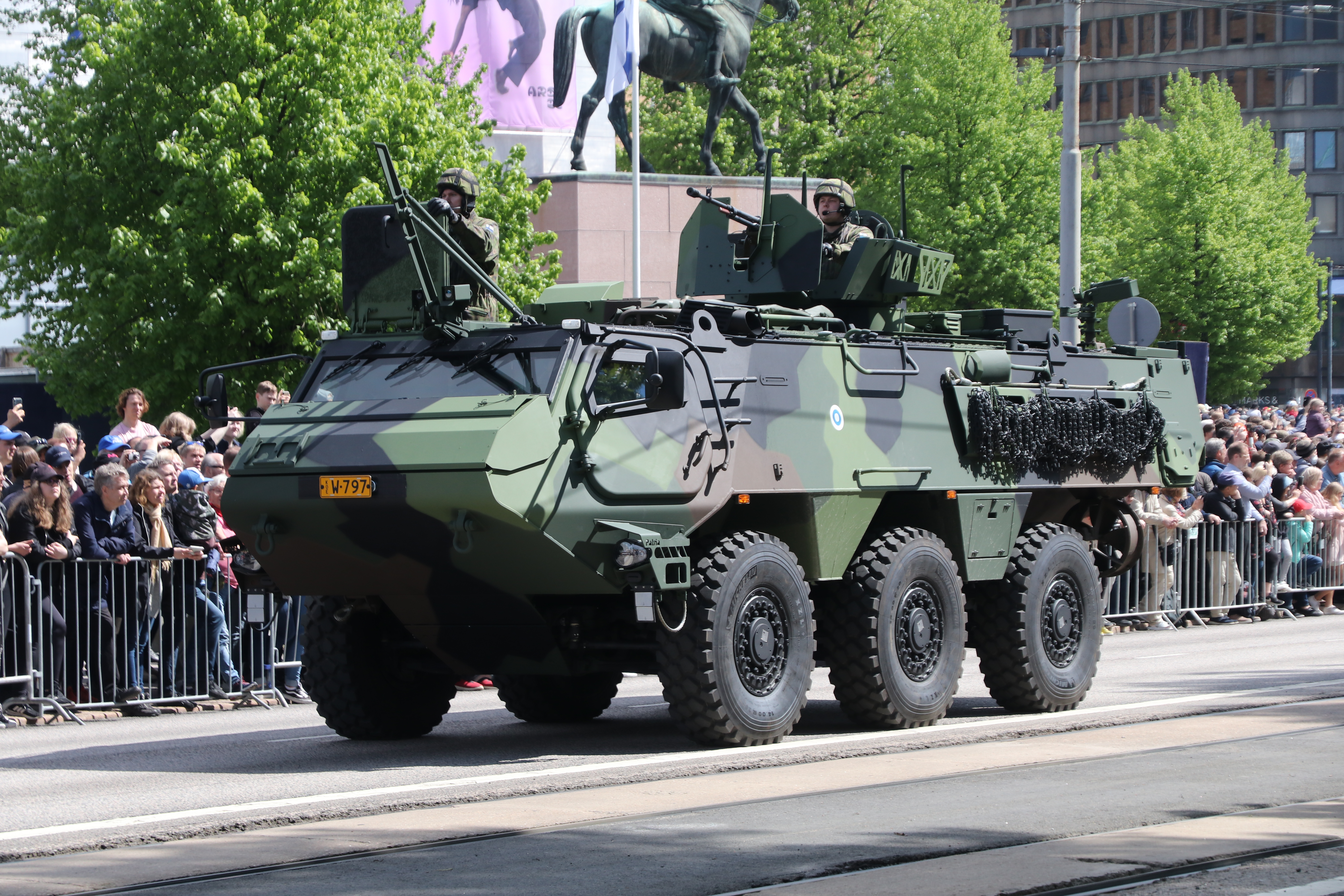
Patria 6×6 у фінській армії

Patria 6×6 (Patria XA-300)  — це шестиколісний бронетранспортер виробництва фінської оборонно-промислової компанії Patria.
Patria 6×6 призначена в першу чергу для транспортування військ, але також може бути адаптована для інших завдань. Базова платформа може бути адаптована відповідно до різноманітних потреб з додаванням таких функцій як: системи плавання, лебідки, посиленої броні та різноманітних систем зброї.  Зброя яку можна встановити варіюється від кулемета до 25/30 мм систем прямого вогню середнього калібру та 120 мм баштової мінометної системи Patria Nemo.
Машину зкомпоновано так, що водій та командир сидять попереду, моторний відсік позаду водія та задній відсік для військового та спеціального обладнання. Прохід у правій частині дозволяє переміщатися між переднім і заднім відділеннями.
Шасі Patria 6×6 базується на структурах і компонентах Patria AMV XP. Очікуваний термін служби транспортного засобу більше 30 років.

## Історія
Patria 6x6 була представлена на виставці Eurosatory 2018 у червні 2018 року. Варіант із баштовою мінометною системою Patria Nemo був показаний на DSEi 2019, а варіант важкого бронетранспортера з 25 мм дистанційного системою озброєння на DSEi 2021.

## Спільна програма систем бронетехніки CAVS
На початку 2020 року Фінляндія, Естонія та Латвія домовилися про спільну програму розробки систем Common Armored Vehicle Systems (CAVS) на базі Patria 6x6. Програма залишається відкритою для приєднання інших країн. В результаті програми CAVS Латвія оголосила замовлення на понад 200 автомобілів. Перші транспортні засоби були поставлені в жовтні 2021 року. 24 травня 2024 року у Валмієрі відкрито виробниче підприємство «Defence Partnership Latvia», яке протягом року зможе випускати до 160 броньованих машин «Patria 6x6». Фінляндія надіслала лист про наміри закупити 160 автомобілів у 2023 році. FDF підписала угоду з Patria про придбання трьох передсерійних автомобілів, поставлених до літа 2022 року для тестування перед остаточним серійним замовленням. У 2022 році до програми CAVS приєдналися Швеція та Німеччина.

## Оператори

### Оператори
Фінляндія (161)
Сухопутні війська Фінляндії
- 91 машину замовлено в липні 2023 + опціон на 70 машин з поставками з 2023
- У січні 2024 та у вересні 2024, замовлено 41 та 29 машин відповідно з опціону на 70 одиниць

 Латвія (256)
Сухопутні війська Латвії
- Замовлено 200 машин (з поставками між 2021 та 2029 роками)
- 56 машин Patria 6×6 C2 в модифікації пункту управління замовлено в Листопаді 2024

 Швеція (341)
Сухопутні війська Швеції доєдналася до програми на етапі розробки в Липні 2022.
- Перше замовлення для армії було зроблено в 2023, на національну модифікацію, "Pansarterrängbil 300". 20 машин замовлено в квітні 2023 для Рятувальних Сил, з поставками після літа 2023.
- 321 додаткову машину замовлено в березні 2024. Окрім машин піхоти замовлено командні пункти та медичні версії. Поставки почнуться в 2025 і триватимуть до 2030 року.

 Україна (42)
Латвія оголосила про передачу 42 броньованих машин Patria 6x6 

### Майбутні оператори
Німеччина (300 + 700 в планах)
На заміну TPz Fuchs в German Army:

Повідомлення про наміри приєднатися до програми опубліковано у липні 2022. Технічну угоду про приєднаня до CAVS підписано 17 квітня 2023. Ця машина і Boxer замінять TPz Fuchs and the M113. Станом на листопад 2023, очікувався конкурс на заміну TPz Fuchs. Patria 6×6 конкуруватиме з Pandur Evo 6×6 і TPz Fuchs 1A9.
В січні 2025, Збройні Сили Німеччини просили Patria подати тендерну пропозицію на 300 машин з 1000 необхідних.

### Потенційні оператори
Великобританія
У січні 2025 року компанія Babcock UK і Patria підписали меморандум щодо постачання цієї машини армії Великобританії.

## Дивіться також
- Патрія НЕМО
- Патрія АМВ

Схожі системи
- TPz Фукс
- Патрія Пасі
- VBTP-MR Гуарані